# Marsilea azorica
Marsilea azorica là một loài dương xỉ trong họ Marsileaceae. Loài này được Launert & Paiva mô tả khoa học đầu tiên năm 1983.
Danh pháp khoa học của loài này chưa được làm sáng tỏ. 

## Hình ảnh

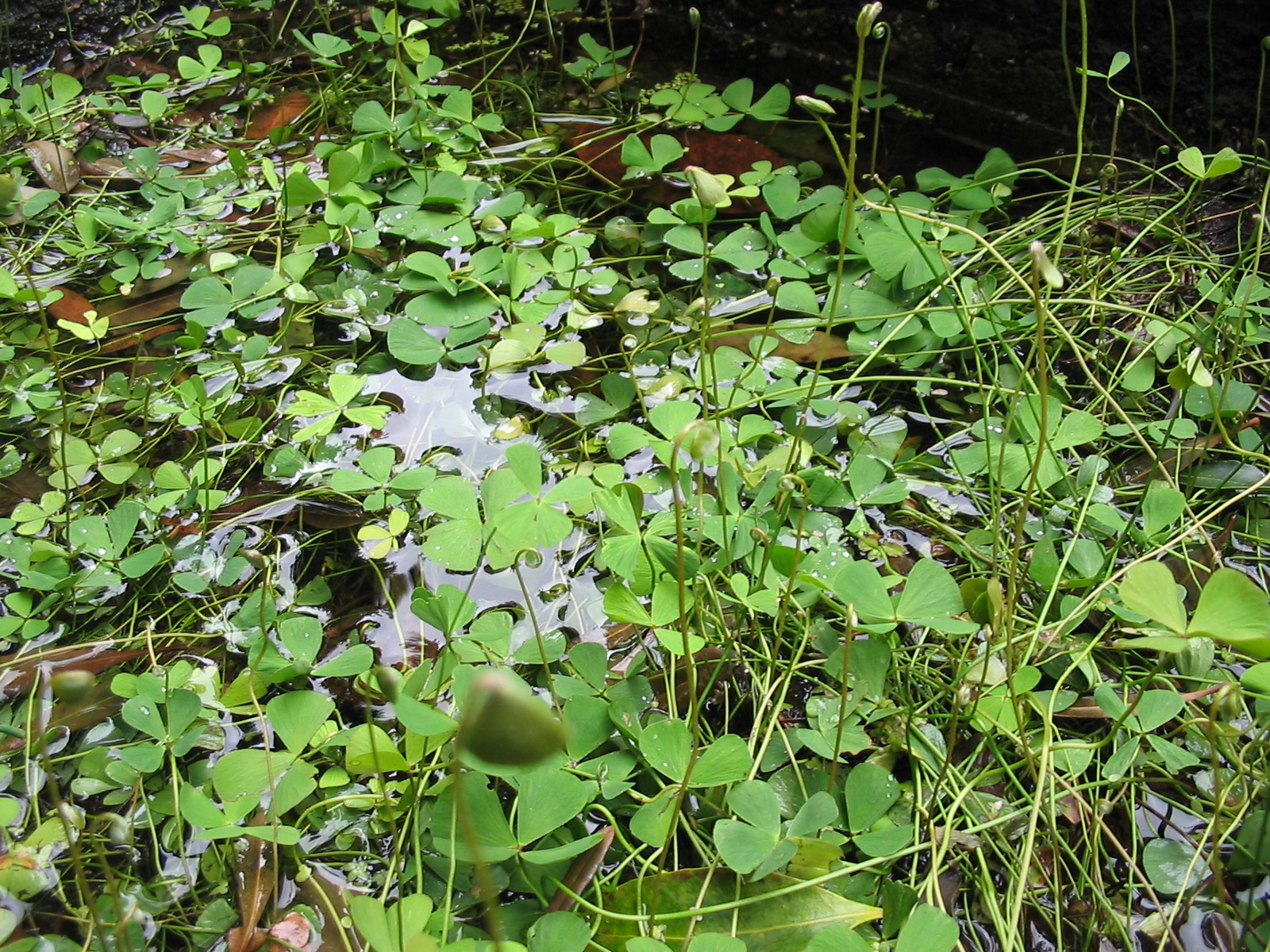